# Теллурид индия(I)
Теллурид индия(I) — бинарное неорганическое соединение
индия и теллура с формулой In2Te,
тёмно-серые кристаллы.

## Получение
- Сплавление стехиометрических количеств чистых веществ в вакууме:

{\displaystyle {\mathsf {2In+Te\ {\xrightarrow {450-500^{o}C}}\ In_{2}Te}}}

## Физические свойства
Теллурид индия(I) образует тёмно-серые кристаллы,
легко сублимирует в вакууме,
обладает полупроводниковыми свойствами.